# Elecciones del Distrito Metropolitano de Caracas de 2000
Las elecciones del Distrito Metropolitano de Caracas de 2000 se realizaron el 30 de julio de ese año para elegir al primer alcalde mayor del Distrito y a los concejales del Cabildo Metropolitano. Fue electo el ex constituyente, Alfredo Peña, del oficialista Movimiento V República, con una amplia ventaja.
Fueron las primeras elecciones en el Distrito, creado tras la aprobación de la Constitución de 1999. La nueva alcaldía mayor de Caracas sería una nueva institución, inexistente en la carta magna de 1961, pues Caracas estaba administrada por el gobernador del Distrito Federal, designado por el presidente de la República y que abarcaba únicamente el municipio Libertador, así como por los alcaldes de los distintos municipios capitalinos, así como por el gobernador de Miranda. La alcaldía mayor sería una autoridad unificada en toda Caracas.

## Candidaturas
El ex constituyente y exministro de la Secretaría de la Presidencia, Alfredo Peña, fue elegido por el Movimiento V República como su candidato para la alcaldía mayor. Peña se vio beneficiado de la alta popularidad de la que gozaba el presidente de la República, Hugo Chávez, y líder del MVR, en la capital.
La oposición por su parte se vio dividida en dos candidatos. Por una parte el exdiputado Enrique Ochoa Antich, postulado por La Causa R, partido del principal candidato opositor Francisco Arias Cárdenas, y apoyado por los partidos Izquierda Democrática y Bandera Roja.
Por otro lado, se postuló la periodista Rosana Ordóñez, postulada por su partido COPEI, del que es presidenta y respaldada por Acción Democrática y Opinión Nacional.

## Resultados

### Alcaldía Mayor
| Candidato                    | Candidato                    | Partido                      | Votos   | %     |
| ---------------------------- | ---------------------------- | ---------------------------- | ------- | ----- |
|                              | Alfredo Peña                 | Movimiento V República       | 570.051 | 64,80 |
|                              | Enrique Ochoa Antich         | La Causa Radical             | 187.424 | 21,31 |
|                              | Rosana Ordóñez               | COPEI                        | 114.945 | 13,07 |
|                              | Lorenzo Tovar                | Solución                     | 7.223   | 0,82  |
| Total de votos/participación | Total de votos/participación | Total de votos/participación | 994.760 | 54,41 |
| Votos nulos                  | Votos nulos                  | Votos nulos                  | 115.117 | 11,57 |
| Votos válidos                | Votos válidos                | Votos válidos                | 879.643 | 88,43 |